# Promot (cònsol 389)
Flavi Promot (en llatí: Flavius Promotus; m. 391) va ser un general de l'Imperi Romà del segle IV, actiu durant el regnat de l'emperador Teodosi I (r. 378–395). Apareix abans de l'any 386, quan va ocupar un càrrec a l'Àfrica. Després, va ser nomenat magister peditum per Teodosi i va lidiar amb la invasió d'Alateu. L'any 388 va ser elevat la posició de mestre de la cavalleria per Teodosi en la preparació de la campanya contra l'usurpador Magne Màxim (r. 383–388). El 389, va ser designat cònsol posterior i l'any següent, després d'un èxit militar contra grups bàrbars proper de Tessalònica, va rebre el comandament de tots els assumptes militars. Per la seva disputa amb Rufí, més tard seria assassinat.

## Biografia
Promot apareix per primera vegada abans del 386, quan va rebre l'epístola III.76 de Quint Aureli Símmac; en ella Símmac introdueix el seu client Paregori en el seu camí de tornada a Àfrica. Els autors de la PIRT suggereixen que podria haver estat comes d'Àfrica en aquest moment. El 386, va rebre el títol de mestre de la infanteria de la Tràcia. Quan el cap Alateu dels gretungs, reunit al marge del Danubi, va preguntar sobre admissió a l'imperi, presumiblement en les mateixes condicions dels tervingis deu anys abans. Promot va instal·lar les seves tropes al marge sud del riu i li va enviar alguns dels seus homes per a enganyar-ho. Quan els gretungs estaven travessant el riu, Promot els va atacar amb una flota d'embarcacions del riu que van enfonsar totes les embarcacions enemigues. El poeta Claudià diu que l'illa de Peuce va quedar coberta amb cossos i el riu va baixar vermell per la sang vessada. Teodosi, que estava prop, va alliberar els gots sobrevivents esperant utilitzar-los en la seva propera campanya contra Magne Màxim (r. 383–388).
L'any 388, va ser promogut, juntament amb Arbogast, Timasi i Ricomer, a la posició de mestre de la cavalleria en preparació de la campanya contra Magne Màxim. L'any 389, va ser cònsol posterior amb Timasi. El 391, va auxiliar Teodosi en operacions contra els gots prop de Tessalònica quan retornava a l'Orient després de la mort de Màxim. Va passar a controlar els assumptes militars per concessió imperial, però poc després Teodosi va començar a afavorir el mestre dels oficis Rufí. Promot va discutir amb Rufí, arribant a agredir-lo en públic, el que va provocar que Rufí persuadís l'emperador que transferís a Promot a la Tràcia, on a la finals de l'any 391 va ser emboscat i mort per un grup de bàrbars, enviats per Rufí.

## Llegat
Zòsim va lloar la seva indiferència als diners i parla d'ell com un servent fidel a l'Estat i dels emperadors. Va estar casat amb Marsa amb qui va tenir dos fills que van ser criats amb els nens de l'emperador. Com a vengança per la mort de Promot, els seus fills van ajudar Eutropi a frustrar el pla de Rufí de casar la seva filla amb l'emperador Arcadi (r. 395–408). Promot tenia una casa a Constantinoble, que l'any 404 va ser on es va erigir un monestir got. Ell va ser el destinatari de les epístoles III 74-80 de Símmac i és citat en l'epístola II.16 de Símmac, a la 867 (de l'any 388) de Libani i a la IX.40 de Ausoni.